# Plusiodonta theresae
Plusiodonta theresae là một loài bướm đêm trong họ Noctuidae.